# Davert

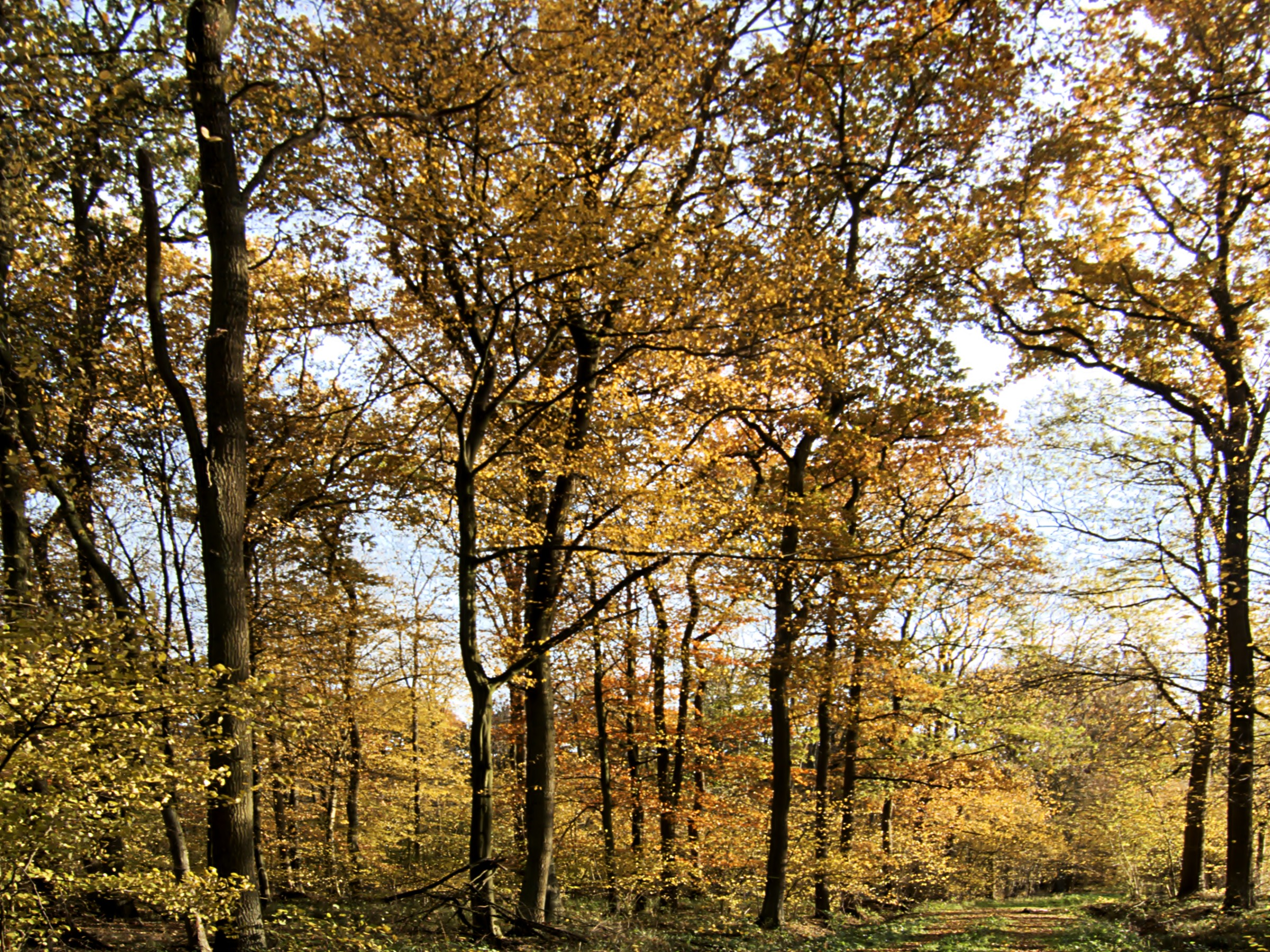
Bild ifrån Davert

Davert är ett skogsområde i Münsterland. Område består av omkring 2 500 hektar skog. Område ligger i distrikten Coesfeld och Warendorf samt den distriktsfria staden Münster.
Motorvägen A1 passerar genom Davert.